# ブラズーカ

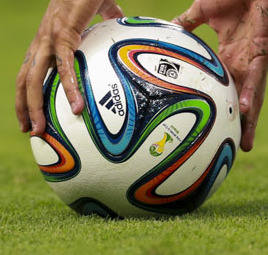
2014 FIFAワールドカップ準々決勝、ブラジル対コロンビア戦で使用される、大会公式球ブラズーカ

ブラズーカ（ブラジルポルトガル語: Brazuca）は2014 FIFAワールドカップおよびJリーグの公式球である。ブラズーカは国際サッカー連盟（FIFA）のオフィシャルパートナーであり、1970年以降FIFAワールドカップの歴代公式球を制作してきたアディダスによって制作された。

## 命名
ブラズーカはサッカーファンにより名称が決定された初のFIFAワールドカップ公式球である。ボールの名称は100万人を超えるブラジル人サッカーファンによる一般投票の結果、2012年9月2日にブラジルのW杯運営委員会とアディダスから発表された。「ブラズーカ」は全投票数の77.8%を獲得して選出された。FIFAによれば、「非公式用語のブラズーカはブラジル人の間で国の誇りを表す言葉として使用されて」おり、「誇り、好意などすべての感情を象徴するサッカーに対するブラジル人のアプローチを映し出した」言葉であるとしている。ブラズーカは「ブラジル人」という意味のスラングとしても使用されており、在外ブラジル人の間でも使用されているためブラジル国外でも有名な言葉となっている。他の投票候補はボサノヴァ (全投票数の14.6%）やカルナヴァレスカ（Carnavalesca、カーニバルを意味する、全投票数の7.6%）だった。

## 技術面の進化
開発は、アディダスとモルテンとの共同開発。1種類の同じ形をした十字形のパネル6枚で構成されている。この点では、異なる形状のパネル8枚で構成された、前モデルのジャブラニとは異なる。
アディダスのマーケティング担当者は以下のようにボールの特徴を説明している。
- 中で最小の枚数である6枚のポリウレタン製パネルでできており、雨天時においても同じ重さや球形を保つことができるよう接合されている。
- これまでになかったパネル形状を採用したことで、ゲームのスピードアップやボールの球形維持に大きな進展が見られるとしている。
- ブラズーカの空気を入れる部分はラテックスでできており、イレギュラーなリバウンドを減らす。
- ブラズーカは2010 FIFAワールドカップの公式球であったジャブラニよりも、UEFAチャンピオンズリーグの公式球として使用されているアディダス・フィナーレ13に使用感が近くなっている。
- ブラズーカは白、青のほかブラジルを連想させる緑やオレンジを取り入れており、これまでのFIFAワールドカップ公式球の中で最も色彩豊かなボールとなっている[4]。
- ブラズーカはブラジル伝統のwish braceletsをモチーフにした、リボンデザインとなっている[5]。
- ブラズーカのボールテストには2年半を費やし、世界トップレベルの選手600名以上によりテストされた。これは今までの試合球のボールテストの中で最大規模である。

## 発表
アディダスは2014 FIFAワールドカップのグループリーグ組み合わせ抽選会が行われる3日前の2013年12月3日にリオ・デ・ジャネイロのラージェ公園で発表会を開催し、ブラズーカを披露した。翌日の12月4日から販売が開始された。

## 生産
従来品の工程に必須であった手縫いは無くなり接着、溶接へと大きく変化しているものの、生産は従来と変わらずサッカーボールの一大生産地であるパキスタン、シアールコートの女性職人が携わっている.

## 決勝戦限定モデル

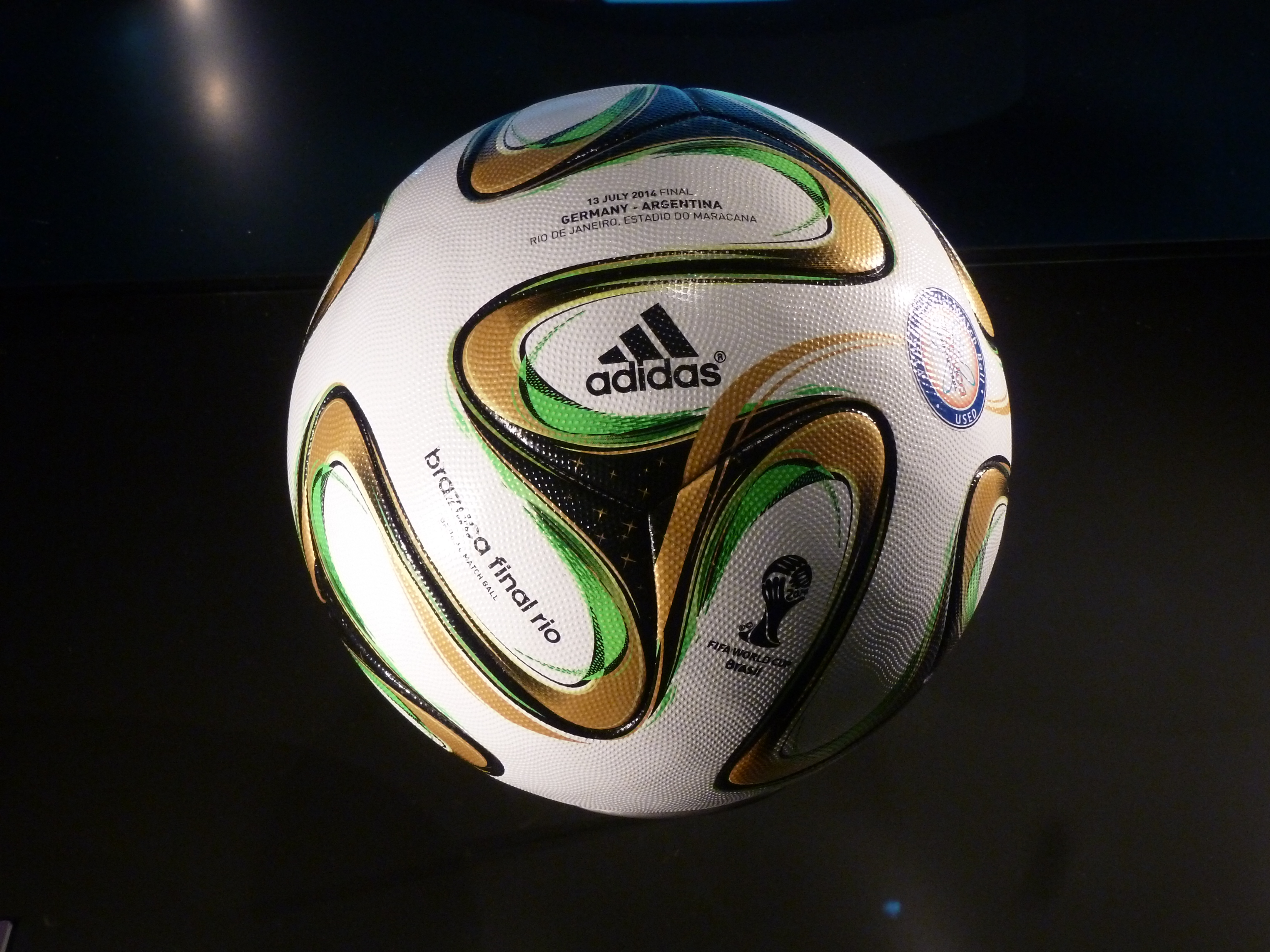
2014 FIFAワールドカップ決勝ドイツ対アルゼンチン戦で使用された限定モデル

2014年7月13日にエスタジオ・ド・マラカナンで行われるワールドカップ決勝戦では、開催国であるブラジルに因んで、ボールのカラーリングをグリーンとイエローに変更したモデル『brazuca final rio（ブラズーカ ファイナル リオ）』を公式球として使用した。